# Ruptura sino-albanesa

Um mapa mostrando a localização da Albânia e da China

Ruptura sino-albanesa refere-se à piora gradual das relações entre a Albânia e a República Popular da China no período de 1972 a 1978. Ambos países apoiaram-se mutuamente na ruptura soviético-albanesa e na ruptura sino-soviética, declarando conjuntamente a necessidade de defender o marxismo-leninismo contra o que consideravam como revisionismo soviético dentro do movimento comunista internacional. Até o início dos anos 1970, no entanto, divergências dos albaneses com certos aspectos da política chinesa se aprofundariam visto que a visita de Nixon à China, juntamente com o anúncio chinês da "Teoria dos Três Mundos" produziriam uma forte apreensão na liderança da Albânia sob Enver Hoxha. Hoxha viu nesses eventos uma emergente aliança chinesa com o imperialismo americano e o abandono do internacionalismo proletário. Em 1978, a China rompeu suas relações comerciais com a Albânia, sinalizando o fim da aliança informal que existia entre os dois Estados.